# Vester Nebel (parochie, Kolding)
Vester Nebel is een parochie van de Deense Volkskerk in de  Deense gemeente Kolding. De parochie maakt deel uit van het bisdom Haderslev en telt 1357 kerkleden op een bevolking van 1496 (2004).
Historisch hoort de parochie tot de herred Brusk. In 1970 werd de parochie opgenomen in de nieuwe gemeente Egtved. In 2007 werd die gemeente vrijwel geheel toegevoegd aan Vejle. Enkel Vester Nebel ging op in Kolding.